# Prosaptia binaiyensis
Prosaptia binaiyensis är en stensöteväxtart som beskrevs av Barbara S. Parris. Prosaptia binaiyensis ingår i släktet Prosaptia och familjen Polypodiaceae. Inga underarter finns listade.